# Felix von Bendemann
Pour les articles homonymes, voir Bendemann.
Felix Eduard Robert Emil von Bendemann, né le 8 août 1848 à Dresde et mort le 31 octobre 1915 à Berlin est un officier de marine allemand qui est vice-amiral de la marine impériale allemande, puis amiral en fin de carrière.

## Famille
Felix Bendemann est le fils du peintre Eduard Bendemann et de son épouse, née Lida Schadow, fille du sculpteur Johann Gottfried Schadow. C'est aussi le frère aîné du peintre Rudolf Bendemann. Il est reçu dans la noblesse prussienne, le 27 janvier 1905, et porte désormais la particule von. Les quatre frères Bendemann combattent tous pendant la guerre contre la France en 1870-1871.
Il épouse la fille du consul Johann Jacob Sturz, Helene Sophia Sturz. Leur fils, Eduard, peintre, est l'époux de la philosophe Margarete Susman (1872-1966).

## Biographie

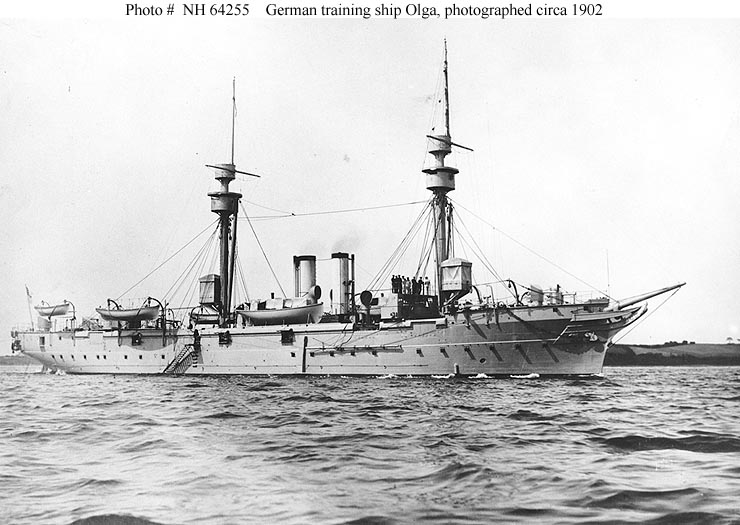
La SMS Olga

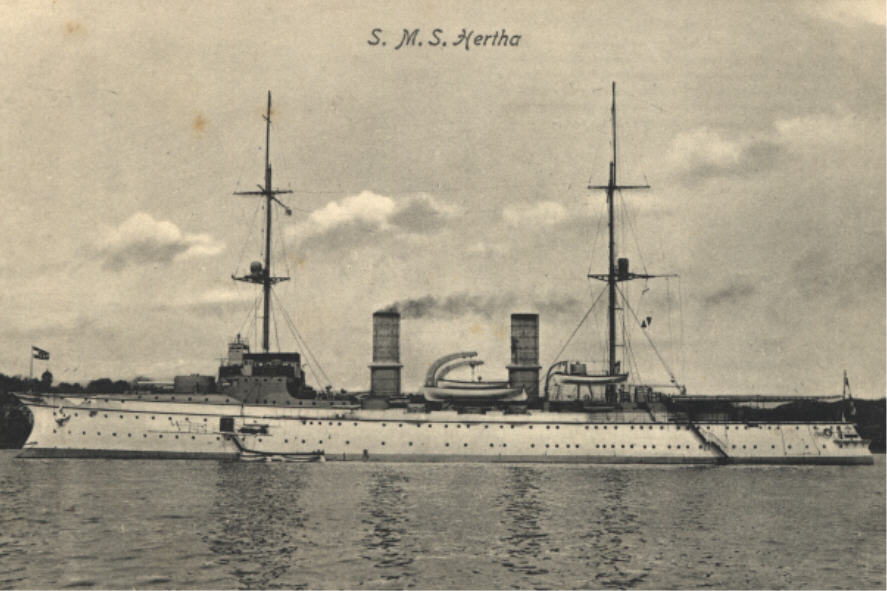
Le en 1897

Bendemann est lieutenant de vaisseau au début de la guerre de 1870 sur la canonnière SMS Meteor (de), sous les ordres du capitaine de corvette Knorr, au large des côtes de Floride, puis la canonnière se dirige au large de Cuba, où elle arrive le 9 novembre 1870. Elle affronte l'aviso français le Bouvet et Bendemann est gratifié de la croix de fer, après la bataille. Il entre à l'académie de marine de Kiel en 1874, où il fait la connaissance des futurs amiraux Diederichs, Valois et Senden-Bibran, puis, de septembre 1876 à avril 1877, il commande en tant que lieutenant-capitaine la canonnière SMS Sperber (de).
C'est en qualité de Korvettenkapitän (capitaine de corvette) qu'il commande la SMS Olga en 1884, au sein de la toute nouvelle escadre d'Afrique de l'Ouest, placée sous les ordres du vice-amiral d'escadre Knorr qui prend possession des côtes du Cameroun, après avoir défait une tribu rivale du pouvoir local, le 22 décembre. Ces territoires deviennent le protectorat allemand du Cameroun (Kamerun, en allemand), après la reconnaissance de l'Angleterre et de la France par un traité diplomatique. Bendemann reçoit l'ordre de la Couronne de troisième classe avec épées.
Bendemann est élevé au grade de Kapitän sur See en 1894 et commande le nouveau cuirassé pré-dreadnought SMS Brandenburg pour un voyage d'essai, mais celui-ci se poursuit par une catastrophe, lorsque les machines à vapeur, qui sont forcées, explosent à cause d'un défaut de fabrication, le 16 février, provoquant la mort de plus de quarante hommes d'équipage.
Il est nommé vice-amiral en 1899 et poursuit sa carrière à l'état-major de l'amirauté de la marine impériale. Il exprime son inquiétude à propos de la primauté anglaise sur les mers et du faible nombre d'unités de la marine impériale allemande et il est partisan d'une alliance avec les États-Unis qui sont à l'époque un partenaire commercial majeur de l'Empire allemand. De 1900 à 1902, il est à la tête de l'escadre d'Extrême-Orient (Ostasiengeschwader) en Chine, à bord de son navire amiral, le croiseur SMS Irene, puis du navire amiral suivant, le cuirassé SMS Hertha. Il se rend compte que l'escadre est mal préparée face à la situation créée par la révolte des Boxers. Néanmoins il commande l'escadre à proximité de la bataille des forts de Taku, les 16 et 17 juin 1900, à la suite de laquelle les Alliés s'emparent des forts et des navires. C'est le 8 juin que les cuirassés SMS Hansa et SMS Hertha, ainsi que les croiseurs SMS Gefion (de) et SMS Irene abordent les côtes avant les forts de Taku, avec d'autres navires alliés et débarquent les hommes des bataillons de marine pour mater la révolte et protéger les habitants de Tientsin.
De 1903 à 1907, il est chef de la base navale de la mer du Nord à Wilhelmshaven et nommé amiral, le 14 novembre 1903. Il est anobli en 1905, puis mis à disposition, le 18 mai 1907, et inscrit en tant qu'officier de corps de marine à la suite, le même jour. Après son départ, Bendemann est membre de la Société sans loi de Berlin à partir de 1909.

## Honneurs
- Le gouverneur impérial, Wilhelm Knappe (de), nomme le mont Bendemann et Port-Bendemann en son honneur en Papouasie-Nouvelle-Guinée, dans le Nouveau-Mecklembourg.
- L'empereur du Japon lui confère l'ordre du Soleil levant en 1906.

## Source
- (de)/(en) Cet article est partiellement ou en totalité issu des articles intitulés en allemand « Felix von Bendemann » (voir la liste des auteurs) et en anglais « Felix von Bendemann » (voir la liste des auteurs).